# Амос Юга
Амос Юга (на френски: Amos Youga) е френски футболист, полузащитник. Юга има двойно гражданство и е част от националния отбор на Централноафриканската република.

## Успехи
ЦСКА София
- Купа на България (1): 2021